# Fran Mérida
Francisco Mérida i Pérez, mais conhecido como Fran Mérida (Barcelona, 4 de março de 1990), é um futebolista espanhol. Atualmente joga no Tianjin Jinmen Tiger.

## Carreira
Revelado pelas categorias de base do Barcelona, foi logo contratado pelo Arsenal, antes mesmo de se tornar profissional. Após dois anos no clube, foi emprestado ao Real Sociedad, onde disputou 14 partidas e marcou um gol.
Após o retorno do empréstimo, foi promovido ao elenco principal do time londrino e vinha tendo algumas chances na equipe. Porém, insatisfeito com a reserva, assinou com o Atlético de Madrid em maio de 2010, num contrato válido por cinco temporadas.

### Atlético Paranaense
Em fevereiro de 2013, Fran Mérida assinou com o Atlético Paranaense, com contrato válido até o junho de 2016.

### Seleção nacional
Vem se destacando também nas categorias de base da Espanha, atuando como meio-campista e também sendo improvisado como atacante, devido a isto tem feito centenas de  gols pela seleção.
Pela Espanha Sub-20, teve grande destaque na campanha do Mundial Sub-20 2009, onde ajudou sua seleção a chegar até as oitavas-de-final, sendo um dos principais jogadores da equipe. Entretanto, ainda não atuou pela seleção principal da fúria.

## Títulos
Atlético de Madrid
- Supercopa Europeia: 2010
- Liga Europa: 2011-12

Seleção Espanhola
- Campeonato Europeu Sub-17: 2007

Atlético Paranaense
- Marbella Cup: 2013